# ŠHK 37 Piešťany
Der ŠHK 37 Piešťany ist ein slowakischer Eishockeyclub aus Piešťany,  der 1937 gegründet wurde und seit 2016 der drittklassigen 2. Liga angehört. Seine Heimspiele trägt der Verein im Zimný štadión Piešťany aus, das 3500 Zuschauer fasst.

## Geschichte
Der ŠHK 37 Piešťany wurde 1937 als Eishockeyabteilung des ŠK Piešťany gegründet. Noch im gleichen Jahr erfolgte die Ausgründung der Abteilung als PHK Piešťany, der in der Folge als Amateurverein am regionalen Spielbetrieb teilnahm.
In den 1980er Jahren gehörte der in Chirana Piešťany umbenannte Verein der dritten Spielklasse der Tschechoslowakei an, der 2. SNHL. Deren Meisterschaft konnte die Herrenmannschaft 1985 gewinnen.
Nach Auflösung der Tschechoslowakei und der Teilung in die voneinander unabhängigen Staaten Tschechien und Slowakei wurde der ŠHK 37 Piešťany in die zweitklassige 1. Liga aufgenommen, in der er bis 1997 spielte. Nach dem Abstieg in die 2. Liga folgte ein Jahr später, am Ende der Saison 1997/98, mit dem Meistertitel in der 2. Liga der Wiederaufstieg in die 1. Liga. Als HK VTJ Marat Piešťany hielt sich der Verein jedoch nur eine Spielzeit in dieser Spielklasse und nahm zwischen 1999 und 2003 am Spielbetrieb der 2. Liga teil. In der Saison 2002/03 gewann Piešťany die Meisterschaft der 2. Liga und erreichte den Aufstieg in die 1. Liga.
2010 und 2011 gewann der 2004 in ŠHK 37 Piešťany umbenannte Verein die Meisterschaft der 1. Liga, scheiterte aber jeweils in der Liga-Relegation gegen den Verlierer der Extraliga-Play-outs. Im Frühjahr 2012 spekulierte die Vereinsführung mit einer Teilnahme an der EBEL und stellte einen Antrag auf Aufnahme, der slowakische Verband verweigerte dem Vorhaben jedoch die Zustimmung.
Mit der Aufnahme des HC Slovan Bratislava in die Kontinentale Hockey-Liga bewarben sich der HK Spišská Nová Ves, MHk 32 Liptovský Mikuláš, HC Prešov, HC Dukla Senica und der ŠHK 37 Piešťany für die Aufnahme in die Extraliga. Der Slowakische Eishockeyverband entschied sich Ende Mai 2012 für den ŠHK 37 Piešťany als Aufsteiger in die Extraliga.
Nach der Saison 2015/16 verkaufte der Verein seine Extraliga-Lizenz an den MHk 32 Liptovský Mikuláš und spielt seither in der drittklassigen 2. Liga.

## Erfolge
- 1985 Meister der 2. SNHL
- 1998 Meister der 2. Liga
- 2002 Meister der 2. Liga
- 2003 Meister der 2. Liga
- 2010 Meister der 1. Liga
- 2011 Meister der 1. Liga
- 2012 Aufnahme in die Extraliga

## Bekannte ehemalige Spieler
- Michel Miklík
- Peter Mikuš